# Stephen Hough
Stephen Hough   (Heswall, 22 de novembre de 1961) és un pianista d'origen britànic clàssic, compositor i escriptor. Es va convertir en ciutadà australià el 2005 i, per tant, té la doble nacionalitat (el seu pare va néixer a Austràlia el 1926).

## Biografia
Hough va néixer a Heswall (llavors a Cheshire) a la península de Wirral i va créixer a Thelwall, on va començar les classes de piano a l'edat de cinc anys. El seu pare, que va néixer a Austràlia, va treballar com a representant tècnic de "British Steel" abans de morir a l'edat de 54 anys. A una edat primerenca, Hough va ser capaç de memoritzar a prop de 100 rimes infantils i, després de moltes súpliques, els pares van acordar comprar un piano de segona mà per 5 lliures a una botiga d'antiguitats local per a la seva llar. A l'edat de 12 anys va patir el que ha descrit com una "crisi mini-nerviosa", desencadenada per un atac incident, que va provocar que gairebé un estes un any fora de l'escola. Va estudiar a l'escola de música de Chetham, que més tard va descriure com "no era un lloc meravellós mentre hi era", i al "Royal Northern College of Music". El 1978, va ser finalista del "Concurs Jove Músic de l'Any de la BBC" i va guanyar la secció de piano. El 1982 va guanyar el premi "Terence Judd" a Anglaterra. El 1983 va obtenir el primer premi al Concurs Internacional de Piano de Naumburg a la ciutat de Nova York.
Hough té un màster a la Juilliard School, on els seus estudis van rebre l'ajut de la primera beca Julius Isserlis de la "Royal Philharmonic Society" per estudiar a l'estranger. Ha estudiat amb Heather Slade-Lipkin, Gordon Green i Derrick Wyndham. Destacat solista, també és compositor i transcriptor i sovint inclou obres seves als seus recitals. Ha escrit més de 30 peces publicades. L'estrena del seu concert per a violoncel, escrit per a Steven Isserlis, va tenir lloc el març del 2007 i l'estiu del mateix any l'abadia de Westminster i la catedral de Westminster van realitzar les misses que va escriure per a ells. El 2009, el seu trio per a petit, contrafagot i piano (Was mit den Traenen geschieht) va ser estrenat a la "Philharmonie" de Berlín per membres de la Filharmònica de Berlín. Els seus cicles de cançons Herbstlieder (2007) i Other Love Songs (2010) i Dappled Things (2016) van ser estrenats per membres de The Prince Consort. La seva Sonata per a piano (branques trencades) va ser estrenada per ell mateix al "Wigmore Hall" el 2011. El 2012 lOrquestra Simfònica i el Cor Simfònic d'Indianapolis van donar l'estrena mundial de la versió orquestrada de la seva Missa Mirabilis. Aquest treball va ser enregistrat el 2015 per la Colorado Symphony i Andrew Litton per a "Hyperion Records". Ha escrit quatre sonates per a piano sol.
És membre honorari de la Royal Academy of Music de Londres, on és professor visitant, membre del "Royal Northern College of Music" de Manchester, on és catedràtic internacional d'estudis de piano i membre honorari del Guildhall. Escola de Música i Drama. El 2011 va rebre un doctorat honoris causa per la Universitat de Liverpool.
Es va convertir en el primer intèrpret de música clàssica guardonat amb una beca MacArthur el 2001, unint-se a destacats escriptors i científics que han fet contribucions significatives en els seus camps. El 2009 va ser nomenat per les revistes "The Economist" i "Intelligent Life" com un dels vint polímates vius. El 2010 va ser nomenat instrumentista de l'any als prestigiosos premis musicals de la "Royal Philharmonic Society". Va ser governador de les "Royal Ballet Companies" (The Royal Ballet, Birmingham Royal Ballet i Royal Ballet School). És un mecenes de l'organització benèfica "The Nightingale Project", que porta música i art als hospitals i de Music in Prisons (Irene Taylor Trust). Va ser nomenat Comandant de l'Orde de l'Imperi Britànic (CBE) en els honors de l'any nou 2014 per serveis musicals. Va ser nomenat Bancher Honorari del Temple Mitjà el 2017. El 2018 va ser nomenat membre honorari de la "Royal Philharmonic Society". A partir del 2019 serà becari visitant al "Lady Margaret Hall" de la Universitat d'Oxford durant tres anys.
Va tenir una exposició individual de les seves pintures a la "Broadbent Gallery" de Londres l'octubre del 2012.
A l'octubre de l'any 2016 Hough va ser el convidat per la BBC Ràdio 4's Desert Island Discs. Les seves opcions van ser l'enregistrament:
- Cortot del Prélude núm. 17 en Re bemoll de Chopin, Rakhmàninov Liebesleid, Led Zeppelin, Stairway to Heaven, Kyrie eleison de la missa en si meno de Bach, " Lyric Suite per a quartet de corda "(3r moviment) de Berg, Sonata per a violoncel i piano mà esquerra ("Les adieux") de Stephen Hough, Bird Songs at Eventide, d'Eric Coates.

El seu favorit era "Proficiscere, anima Christiana (Go Forth)" de El somni de Gerontius d'Elgar. La seva opció de llibre va ser una edició bilingüe de À la recherche du temps perdu de Proust i el seu article de luxe era un barret de panamà. Va fer una sol·licitud especial per obtenir una còpia de la Bíblia de Tyndale.

## Enregistraments
Ha enregistrat més de 60 CD, un dels seus més destacats és un conjunt dels quatre concerts de piano de Rakhmàninov i la Rhapsody on a Theme of Paganini, enregistrats durant actuacions en directe amb la Dallas Symphony Orchestra sota la batuta del llavors director musical Andrew Litton, que han estat comparats amb els enregistraments del propi compositor. Aquests enregistraments li van valer el seu setè premi Gramophone, així com el "Classical BRIT Critics Award".
El seu enregistrament dels cinc concerts de Saint-Saëns va guanyar el "Gramophone Record" de l'any el 2001 i més tard va ser elegit el Disc d'Or, "guanyador de guanyadors" en una enquesta commemorativa dels 30 anys del premi.
El seu enregistrament dels valsos Chopin complets, va guanyar el "Diapason d'Or de l'Année" el 2011.
També és conegut per defensar compositors menys coneguts generalment considerats fora del repertori estàndard com Johann Nepomuk Hummel, Xaver Scharwenka, York Bowen i Frederic Mompou.
Les seves pròpies composicions es poden escoltar en un CD anomenat Broken Branches, de BIS Records i en el CD Other Love Songs de Linn Records del "Prince Consort". La seva segona Sonata per a piano (notturno luminoso) apareix al seu CD In The Night i la seva sonata per a violoncel en un disc de recital amb Steven Isserlis. LOrquestra Simfònica de Colorado va gravar la seva Missa Mirablis amb la direcció d'Andrew Litton. La seva seqüència "Hallowed" per a cor no acompanyat va ser enregistrada per Harry Christophers i The Sixteen al seu CDEstrella del cel.
El juliol de 2017 es va publicar un CD a Pentatone -Oxingale Records per a la inauguració inaugural del "Tippet Rise Festival", amb una actuació de Hough, Christopher O'Riley i Matt Haimovitz, entre d'altres.

## Ensenyament i escriptura
És professor visitant de piano a la Royal Academy of Music de Londres i catedràtic internacional d'estudis de piano al "Royal Northern College of Music" de Manchester. També forma part de la facultat de la Juilliard School de Nova York.
Hough es va unir a l'Església Catòlica Romana quan tenia 19 anys. Dues vegades en la seva vida va considerar convertir-se en sacerdot, en particular unir-se a l'Orde Franciscà.
Ha escrit sobre la seva homosexualitat i la seva relació tant amb la seva música com amb la seva religió. Durant uns 15 anys, després de la seva vocació catòlica, va viure una vida de celibat. El 2007 va publicar The Bible as Prayer: a handbook for lectio divina. Nosing Around, el seu petit llibre sobre perfums, es va publicar el 2014. El 2018 "Sylph Editions" va publicar la seva primera novel·la "The Final Retreat" que explora el món interior d'un sacerdot que tracta de l'addicció al sexe i la desesperació religiosa. El seu llibre "Rough Ideas: reflexions on music and more" és un recull d'assaigs i reflexions curtes i va ser publicat per "Faber & Faber" el 2019 i de Farrar, Straus i Giroux el 2020.
El 2008 va guanyar el Sisè Concurs Internacional de Poesia. Hough va escriure un blog durant cinc anys (2010 a 2015) al lloc web de "The Daily Telegraph".

## Connexions australianes
El pare de Hough va néixer fill únic a Mayfield, un suburbi de Newcastle, Nova Gal·les del Sud, el 1926. Abans del seu primer aniversari, la seva mare el va portar a Anglaterra, establint-se al nord i deixant el seu marit a Austràlia. Al noi sempre se li deia que el seu pare havia mort, però de fet el pare va viure 30 anys més treballant a la indústria siderúrgica a Newcastle. L'avi de Hough va escriure cartes del pare de Hough, cap de les quals mai va rebre.
Stephen Hough diu que la seva assumpció de la ciutadania australiana va ser en part un homenatge al seu pare, que volia tornar a la terra del seu naixement, però mai no va poder fer-ho abans de la seva mort el 1980 a l'edat de 54 anys.